# 霍恩海姆大學
霍恩海姆大學（Universität Hohenheim）是一家位於德國斯圖加特南部的公立大學，創立於1818年。
學校創立之起源為坦博拉火山於1815年爆發令全球氣候大變、符騰堡王國出現大饑荒，威廉一世便設立農業學院來改善王國的糧食、營養狀況，此為大學的根基。直到今天，農學仍是大學的重點科目。